# امه کاتن
امه کاتن (فرانسوی: Aimé Auguste Cotton‎؛ زاده ۹ اکتبر ۱۸۶۹ - درگذشته ۱۶ آوریل ۱۹۵۱) یک فیزیک‌دان اهل فرانسه بود.